# MLB All-Star Game 1991
MLB All-Star Game 1991 – 62. Mecz Gwiazd ligi MLB, który odbył się 9 lipca 1991 roku na stadionie SkyDome w Toronto. Spotkanie zakończyło się zwycięstwem American League All-Stars 4-2. Frekwencja wyniosła 52 383 widzów.
Najbardziej wartościowym zawodnikiem został Cal Ripken Jr., który zaliczył dwa uderzenia, w tym trzypunktowego home runa w drugiej połowie trzeciej zmiany przy stanie 0–1 dla NL All-Stars.

## Wyjściowe składy
| National League | National League | National League | National League | American League | American League  | American League | American League |
| #               | Zawodnik        | Klub            | Pozycja         | #               | Zawodnik         | Klub            | Pozycja         |
| --------------- | --------------- | --------------- | --------------- | --------------- | ---------------- | --------------- | --------------- |
| 1               | Tony Gwynn      | Padres          | CF              | 1               | Rickey Henderson | Athletics       | LF              |
| 2               | Ryne Sandberg   | Cubs            | 2B              | 2               | Wade Boggs       | Red Sox         | 3B              |
| 3               | Will Clark      | Giants          | 1B              | 3               | Cal Ripken Jr.   | Orioles         | SS              |
| 4               | Bobby Bonilla   | Pirates         | DH              | 4               | Cecil Fielder    | Tigers          | 1B              |
| 5               | Andre Dawson    | Cubs            | RF              | 5               | Danny Tartabull  | Royals          | DH              |
| 6               | Iván Calderón   | Expos           | LF              | 6               | Dave Henderson   | Athletics       | RF              |
| 7               | Chris Sabo      | Reds            | 3B              | 7               | Ken Griffey Jr.  | Mariners        | CF              |
| 8               | Benito Santiago | Padres          | C               | 8               | Sandy Alomar Jr. | Indians         | C               |
| 9               | Ozzie Smith     | Cardinals       | SS              | 9               | Roberto Alomar   | Blue Jays       | 2B              |
|                 | Tom Glavine     | Braves          | P               |                 | Jack Morris      | Twins           | P               |

| National League | 1 | 0 | 0 | 1 | 0 | 0 | 0 | 0 | 0 | 2 | 10 | 1 |
| American League | 0 | 0 | 3 | 0 | 0 | 0 | 1 | 0 | X | 4 | 8  | 0 |
| WP: Jimmy Key (1–0) LP: Dennis Martínez (0–1) SV: Dennis Eckersley (1) Home runy: NL: Andre Dawson (1) AL: Cal Ripken Jr. (1) |   |   |   |   |   |   |   |   |   |   |    |   |

## Składy
| Miotacze - Rick Aguilera (1) - Roger Clemens (4) - Dennis Eckersley (5) - Bryan Harvey (1) - Jimmy Key (2) - Mark Langston (2) - Jack McDowell (5) - Jeff Reardon (4) - Scott Sanderson (1) Łapacze - Sandy Alomar Jr. (2) - Carlton Fisk (11) |  | Wewnątrzpolowi - Roberto Alomar (2) - Wade Boggs (7) - Cecil Fielder (2) - Julio Franco (3) - Ozzie Guillén (3) - Mark McGwire (5) - Paul Molitor (4) - Rafael Palmeiro (2) - Cal Ripken Jr. (9) Zapolowi - Harold Baines (5) - Joe Carter (1) - Ken Griffey Jr. (2) - Dave Henderson (1) - Rickey Henderson (10) - Kirby Puckett (6) - Rubén Sierra (2) - Danny Tartabull (1) |  | Menedżer - Tony LaRussa Trenerzy - Cito Gaston - Tom Kelly Honorowy kapitan - Rod Carew |

| Miotacze - Tom Browning (1) - Rob Dibble (2) - Tom Glavine (1) - Pete Harnisch (1) - Dennis Martínez (2) - Mike Morgan (1) - John Smiley (1) - Lee Smith (3) - Frank Viola (3) Łapacze - Craig Biggio (1) - Benito Santiago (3) |  | Wewnątrzpolowi - Will Clark (4) - Howard Johnson (2) - John Kruk (1) - Barry Larkin (4) - Eddie Murray (8) - Chris Sabo (3) - Juan Samuel (3) - Ryne Sandberg (8) - Ozzie Smith (11) Zapolowi - George Bell (3) - Bobby Bonilla (3) - Brett Butler (1) - Iván Calderón (1) - Andre Dawson (8) - Tony Gwynn (7) - Félix José (1) - Paul O’Neill (1) - Darryl Strawberry (8) |  | Menedżer - Lou Piniella Trenerzy - Art Howe - Jim Leyland Honorowy kapitan - Hank Aaron |

- W nawiasie podano liczbę powołań do All-Star Game.